# Бахрушин, Алексей Фёдорович
Алексей Фёдорович Бахрушин (1792, Зарайск — 1848, Москва) — российский предприниматель, основатель купеческой московской династии Бахрушиных, промышленник и благотворитель.

## Биография
Родился в семье Фёдора Борисовича и Натальи Ивановны Бахрушиных. Семья занималась перегоном скота и выделкой кож. Предком всех Бахрушиных был крестившийся татарин из Касимова, поселившийся в Зарайске.
В 1821 А. Ф. Бахрушин вместе с семьей перебрался в Москву, причем из Зарайска они скорее пришли (пешком, вслед за единственной подводой, нагруженной вещами, курами и маленьким сыном), чем приехали.
Фёдор Борисович занялся торговлей скотом и кожами, которые, в том числе, сдавал государству. Опойку (забракованные казенными чиновниками кожи) Алексей Бахрушин, еще с 1825 года выполнявший казенные заказы на поставку кож для изготовления солдатских ранцев, с 1830 начал отправлять в Санкт-Петербург на кожевенный завод немца Мейцингера. В 1831 году Алексей Фёдорович организовал производство перчаток, затем купил сафьяно-кожевенную фабрику. Начал скупать и землю, формируя постепенно крупное владение.
В 1834 году фабрика стала заводом. Бахрушин работал на нём вместе с сыновьями. В 1835 он сделался купцом второй гильдии. Заводчику принадлежал дом на Кожевнической улице. Если год оказывался успешным в финансовом плане, с полученной прибыли Бахрушин, а потом по традиции и его дети, помогали бедным, больным, учащимся и престарелым. Открывая какое-либо гуманитарное заведение, которому обычно давалось семейное имя, они заботились о том, чтобы у него был капитал, на проценты с которого оно могло бы дальше работать стабильно, входили в наблюдательные советы и, таким образом, осуществляли контроль.
В 1844—1845 завод Бахрушиных подвергся реконструкции. Всё оборудование было заменено, ручной труд также заменён машинным. От Москвы-реки к заводу провели водопровод, купили паровую машину. Новая заводская труба стала самой высокой в округе. Стоили все эти новшества около 100 тысяч рублей. 22 декабря 1845 года в присутствии гостей, включая генерал-губернатора Москвы, состоялось торжественное открытие завода. За модернизацию предприятия Алексей Бахрушин получил шейную медаль, а старую заводскую трубу на производстве долго хранили как реликвию.
В 1848 году, во время эпидемии холеры, Алексей Фёдорович заболел и скончался. Тут же оказалось, что дом и завод находятся в долгах и в залоге. Вдова и сыновья предпринимателя приняли долговое бремя на себя и образовали компанию «Алексей Бахрушин и сыновья». Завод стал снова приносить прибыль, ситуацию удалось выправить во многом благодаря государственным заказам времён Крымской войны, и семья продолжила традицию благотворительности.

## Семья
В 1811 году Алексей Фёдорович женился. Его супругой стала Наталья Ивановна Потоловская. В 1819 у него родился сын Пётр, ставший миллионером. Позже родились сыновья Александр и Василий.  Три брата в 1875 году основали известную в России производственую компанию «Товарищество кожевенной и суконной мануфактур Алексея Бахрушина сыновей».